# Modelo de Información
Un modelo de información es una representación de los conceptos, las relaciones entre ellos; así como las restricciones, reglas y operaciones que les son aplicables en un dominio específico. A diferentes niveles de abstracción presenta tanto la relación entre categorías como entre ejemplares específicos de información. Son una herramienta para representar la estructura y el comportamiento de los flujos de información permitiendo que estos sean intercambiados y organizados en un contexto definido

## Uso del término
El término es usado en diferentes contextos: edificaciones, plantas de procesamiento, entre otros. En estos dominios los modelos de información se conocen como Modelo de Información de Instalaciones, Modelo de Información de Construcciones (BIM), Modelos de Información de Plantas, etc. Tales modelos de información están compuestos tanto por los modelos de las instalaciones como por información correspondiente a todos los sistemas que componen la instalación, las reglas de su construcción, decisiones arquitectónicas, entre otros.

## Modelo de Información en Ingeniería de Software
En el campo de la ingeniería de software, los modelos de información es una representación formal y abstracta de los tipos de entidades que existen en un dominio. Dichas entidades pueden ser representaciones de objetos reales u objetos propios de los sistemas de software y de los procesos del negocio. 
Existe una correlación entre los procesos de negocio y los flujos de información entre objetos del negocio. Usualmente un modelo de información tendrá en consideración dicha relación. Así, un modelo de información provee un nivel formal de descripción del contexto del problema (y su solución) sin tener que restringirse a los pormenores de implementación del sistema informático.

## Lenguajes para el Modelado de la Información

Un ejemplo de ER diagram.

Requerimientos para la gestión de una colección de CD utilizando EXPRESS-G.

Existen varios lenguajes para crear modelos de información. Quizás el más antiguo es el modelo entidad relación descrito por Peter Chen. En la actualidad tienen uso extendido el Lenguaje Extendido de Definición Integrado 1 (IDEF1X), el lenguaje EXPRESS - G y el Lenguaje Unificado de Modelado (UML).